# آب‌انبار چهار بادگیری
آب‌انبار چهار بادگیری مربوط به دوره پهلوی است و در تفت، خیابان ۲۲ بهمن، محله دربند میرزا واقع شده و این اثر در تاریخ ۱۱ مرداد ۱۳۸۴ با شمارهٔ ثبت ۱۲۳۵۴ به‌عنوان یکی از آثار ملی ایران به ثبت رسیده است.